# Катлин (Илиноис)
Катлин (енгл. Catlin) град је у америчкој савезној држави Илиноис.

## Демографија
По попису из 2010. године број становника је 2.040, што је 47 (-2,3%) становника мање него 2000. године.
| Група             | 2000.         | 2010.         |
| Белци             | 2.063 (98,9%) | 2.004 (98,2%) |
| Афроамериканци    | 1 (0,0%)      | 3 (0,1%)      |
| Азијати           | 1 (0,0%)      | 1 (0,0%)      |
| Хиспаноамериканци | 10 (0,5%)     | 17 (0,8%)     |
| Укупно            | 2.087         | 2.040         |